# Classe Dance
La classe Dance  est une classe de chalutiers militaires  construite pendant la Seconde Guerre mondiale par la Royal Navy.

## Histoire
Les navires ont été conçus pour être utilisés comme navire lutte anti-sous-marine et comme dragueur de mines. Ils sont identiques à la Classe Tree dont le modèle est le HMT Basset (Classe Basset).
Un seul navire a été perdu durant les combats : Sword Dance.
Un navire, le Saltarelo a  été transféré à la Marine portugaise en 1945 et quatre ont rejoint la Marine italienne en 1946 : Gavotte, Hornpipe, Minuet et Two Step.

## Les unités
Ardrossan Dockyard co. à Ardrossan
- HMS Cotillion (T104) : 1940-46
- HMS Coverley (T106) : 1940-46

Cochrans & Sons, Ltd à Selby
- HMS Fandango (T107) : 1940-46
- HMS Fostrot (T109) : 1940-46

Cook, Welton & Gemmell à Berkeley
- HMS Gavotte (T115) : 1940-46 (transfert Italie : DR312)
- HMS Hornpipe (T120) : 1940-46 (transfert Italie : DR316)

Goole Shipbuilding & Repair Company à Goole 
- HMS Morris Dance (T117) : 1940-46
- HMS Pirouette (T39) : 1940-46

A & J Inglis, Ltd Glasgow
- HMS Rumba (T122) : 1940-46
- HMS  Sarabande (T125) : 1940-46

Henry Robb, Limited à Leith
- HMS Saltarelo (T128)  : 1940-45 (transfert Portugal : Salvador Corria)
- HMS Sword Dance (T132) : 1940-perdu le 5/7/1942

Ferguson Shipbuilders Ltd à Port Glasgow
- HMS Mazurka (T30) : 1940-46
- HMS Minuet (T131) : 1941-46 (transfert Italie : DR307)

Hall, Russell & Company, Ltd à Aberdeen
- HMS Polka (T139) : 1941-45
- HMS Quadrille (T133) : 1941-46

Smith's Dock Company, Ltd. South Bank-on-Tees
- HMS Tango (T146) : 1940-46
- HMS Two Step (T142) (ex-Tarantella) : 1941-46 (transfert Italie : DR308)
- HMS Valse (T151) : 1941-46
- HMS Veleta (130) : 1941-46